# منزل دهدشتي
منزل دهدشتي (بالفارسية: خانه دهدشتی) هو منزل تاريخي يعود إلى عصر القاجاريون، ويقع في أصفهان.